# Fletcher (Vorname)
Fletcher (französisch flechier = „Pfeilmacher“, „Pfeilschütze“) ist ein männlicher Vorname im französisch- und englischsprachigen Raum, vor allem in den USA.

## Namensträger
- Fletcher Benton (1931–2019), US-amerikanischer Bildhauer
- Fletcher Bowron (1887–1968), Bürgermeister von Los Angeles 1938–1953
- Fletcher Christian (1764–1793), britischer Seemann
- Fletcher Cox (* 1990), US-amerikanischer Football-Spieler
- Fletcher Hale (1883–1931), US-amerikanischer Politiker
- Fletcher Hanks (1887–1976), US-amerikanischer Cartoonist
- Fletcher Harper (1806–1877), US-amerikanischer Drucker und Verleger, Gründer von Harper’s Magazine und Harper’s Weekly
- Fletcher Henderson (1897–1952), US-amerikanischer Jazz-Pianist, Bandleader und Komponist
- Fletcher Knebel (1911–1993), US-amerikanischer Schriftsteller und Journalist
- Fletcher Pratt (1897–1956), US-amerikanischer Schriftsteller und Übersetzer
- Fletcher D. Proctor (1960–1911), US-amerikanischer Politiker
- Fletcher Steele (1885–1971), US-amerikanischer Landschaftsarchitekt
- Fletcher Stockdale (um 1823–1890), US-amerikanischer Politiker
- Fletcher B. Swank (1875–1950), US-amerikanischer Politiker
- Fletcher Thompson (1925–2022), US-amerikanischer Politiker